# Harald Weydt
Harald Weydt (* 28. März 1938 in Bonn) ist ein deutscher Linguist.

## Leben
Nach dem Studium an den Universitäten Bonn und Tübingen der Rechtswissenschaften, Germanistik, Romanistik und Philosophie war er von 1969 bis 1970 Assistenzprofessor am Dépt. de Linguistique der Université de Montréal. Nach dem ersten Staatsexamen 1967 für das Höhere Lehramt (Deutsch und Französisch) in Tübingen war er von 1971 bis 1975 Assistent am Romanischen Seminar der Universität Tübingen bei Eugenio Coseriu. Nach der Promotion 1968, dem 2. Staatsexamen 1969 für das Höhere Lehramt und der Habilitation 1975 folgte er der Berufung an den Fachbereich für Germanistik der FU Berlin. 1993 folgte er der Berufung an die neu gegründete Europa-Universität Viadrina. Dort war er Dekan der Kulturwissenschaftlichen Fakultät. 2003 ging er in den Ruhestand.

## Schriften (Auswahl)
- Abtönungspartikel. Die deutschen Modalwörter und ihre französischen Entsprechungen. Gehlen, Bad Homburg 1969.
- Noam Chomskys Werk. Kritik, Kommentar, Bibliographie. TBL-Verlag Narr, Tübingen 1976, ISBN 3-87808-070-0.
- mit Klaas-Hinrich Ehlers: Partikel-Bibliographie. Internationale Sprachenforschung zu Partikeln und Interjektionen. Lang, Frankfurt am Main 1987, ISBN 3-8204-9250-X.
- mit Elke Hentschel: Handbuch der deutschen Grammatik. De Gruyter, Berlin 2021, ISBN 3-11-062941-0.